# Egbert Johan Greve
Egbert Johan Greve, né le 4 octobre 1754 à Deventer et mort le 13 août 1811 à Harlingen, est un homme politique et linguiste néerlandais.

## Biographie
Ce spécialiste des langues orientales et de l'apôtre Paul est élu député de Bredevoort en février 1796. Il participe peu aux débats législatifs et devient professeur de langues orientales et d'antiquités juives à l'université de Franeker le 22 juin 1797.

## Publications
- De brieven van den Apostel Paulus aan de Efesiers, de Colossers en de eerste aan Timotheus; nevens den brief aan Philemon (1790)
- Vaticinia Nahumi et Habacuci (1793)
- De brieven van den apostel Paulus, vol. 1: Brieven aan de Romeinen. - vol. 2: Eerste brief aan de Corinthiërs.- vol. 3: Tweede brief aan de Corinthiërs. - vol. 4: Brief aan de Galathiërs, met als aanhangsel een onderzoek over de Brief van Jacobus door E.H. Greve (1794-1811)
- De nexu, qui studio linguarum orientalium cum caeteris artibus et doctrinis humanioribus intercedit indivulsus (1797)
- Ultima capita libris jobi enz.; verstrooide gedachten over verschillende onderwerpen, uitgegeven voor leeraars en vrienden van godsdienst en godgeleerdheid
- ainsi que de nombreuses études scientifiques.